# Margareta Bentzdotter
Margareta Bentzdotter, levde 1625, var en svensk kvinna som åtalades för häxeri. Hennes mål tillhör de åtta större trolldomsmål som finns dokumenterade inom Jönköpings läns jurisdiktion. 
Hon var gift med Bogla Jöenses. Hon anklagades 23 juli 1625 i Jönköping för häxeri av hospitals-föreståndaren Bonde Germundi. Han hade anlitat henne för att spå, och hon hade förutsagt att Bonde skulle blir kyrkoherde i Askeryd, och att hon kunde se till att den nuvarande kyrkoherden dog, och lära Bondes fru läsningar. 
Paret hade reagerat med att misshandla henne, varefter hon hotat dem med olycka. 
Borgarhustrun Anna Suen Biornsson vittnade att Margareta hade hotat henne med ofärd då hon vägrat ge henne bröd, med orden ”du skall fara ena fanius ofärd”, varefter 
Anna hade blivit sjuk.
Anders Andersson uppgav att Margareta hade hotat hans fru ”att hon skulle fara ofärd”, och att frun därefter blivit sjuk. Kyrkoherden Håkon Suensson i Skärstad hade frågat församlingen om Margaretas livsstil och om någon hade blivit hotade av henne, och flera hade då vittnat om att de hade mottagit hot. 
Margareta sade sig inte kunna trolldom och inte hotat någon, och sade till Anna: ”din moder tog livet utav en fattig oskyldig människa: du vill nu nära sammaledes göra av mig.” 
Den 2 augusti misslyckades Margareta med vattenprovet. 6 augusti nekade hon inför rätten att hon kunde trolla, men erkände att hon kände till signelser och använda läsningar för att bota. I fängelset hade hon bett Peder Gudmunssons tjänstepiga att smuggla in salt för att hjälpa pigan mot kärlekens vansinnighet. Hon uppgav att hennes make också kunde detta och hade lärt det av en Ingemar Eskilsson. Margareta sade också att vattenprovet inte dömde rättvist.
26 augusti 1625 dömdes hon till döden. Hennes dödsdom är en av endast två som är bekräftade i dokument från Jönköpings häxprocesser. Likt många andra fall är hennes ofullständigt dokumenterad. Dödsdomen hänsköts till hovrätten och det är inte dokumenterat om hovrätten bekräftade den. 